# Laurentius van Canterbury
Laurentius van Canterbury, ook wel Laurentius van Kantelberg genoemd (geboortedatum onbekend - overleden Canterbury, 3 februari 619) was een benedictijner monnik en missionaris in Engeland. Hij was de opvolger van de heilige Augustinus van Canterbury en dus de tweede aartsbisschop van Canterbury. Hij was door Augustinus zelf als zodanig aangewezen.
Het is onbekend waar Laurentius vandaan kwam. Hij was aan het eind van de 6e eeuw een monnik in het Sint-Andreasklooster in Rome. Laurentius was een van de deelnemers aan de Gregoriaanse missie, die door paus Gregorius de Grote op touw was gezet en onder leiding stond van Augustinus van Canterbury. Augustinus en Laurentius kwamen in 597 aan op het eiland Thanet. Laurentius werd door Augustinus in 601 naar de paus gestuurd om verslag uit te brengen over de successen van de missionering. Het grootste succes van de kerstening was de doop van koning Æthelberht van Kent. Op zijn terugkeer van Rome naar Kent bracht Laurentius het pallium voor Augustinus (verheffing tot metropoliet) en een aantal monniken ter versterking van de missie mee. Na de dood van Augustinus in 604 volgde Laurentius hem als aartsbisschop van Canterbury op. 
De belangrijkste taak voor Laurentius was de uitbouw van de Katholieke Kerk onder de Angelsaksen. Deze opdracht, verstrekt aan zijn voorganger Augustinus in 601 door paus Gregorius I, zou eerst aan het eind van de 7e eeuw door Theodorus van Canterbury worden gerealiseerd. Laurentius concentreerde zich vooral op het tot stand brengen van een unie tussen Rome en de Keltische Kerk. Deze in de 3e en 4e eeuw ontstane vorm van het christendom week niet af van de katholieke leer, maar stond volstrekt los van de hiërarchie van de Latijnse Kerk. Een vaste unie tussen de Keltische Kerk en Rome zou eerst in de 12e eeuw tot stand komen.
Toen na de dood van Æthelberht zijn zoon Eadbald koning van Kent werd en het christendom afzwoer, overwoog Laurentius te vertrekken naar de Franken. Hij zou volgens het verhaal in een visioen door de apostel Petrus zijn bezocht, die hem vermaande wegens zijn lafheid, en hem daarbij sloeg. Toen hij de volgende morgen zijn verwondingen aan de koning toonde, brachten deze hem tot ontzag voor de macht van God, en liet hij zich dopen. In werkelijkheid was het vermoedelijk druk vanuit Rome die Laurentius in Kent deed blijven.
Laurentius wordt vereerd als heilige bisschop. De gedachtenis van Laurentius is steeds op 3 februari.
- Gemeinsame Normdatei: 102498113
- Virtual International Authority File: 24992474